# پالمولاسور
پالمولاسور(نام علمی: Palmulasaurus quadratus) نام یک گونه از راسته پلسیوسور است.